# Jerònimo Cortés

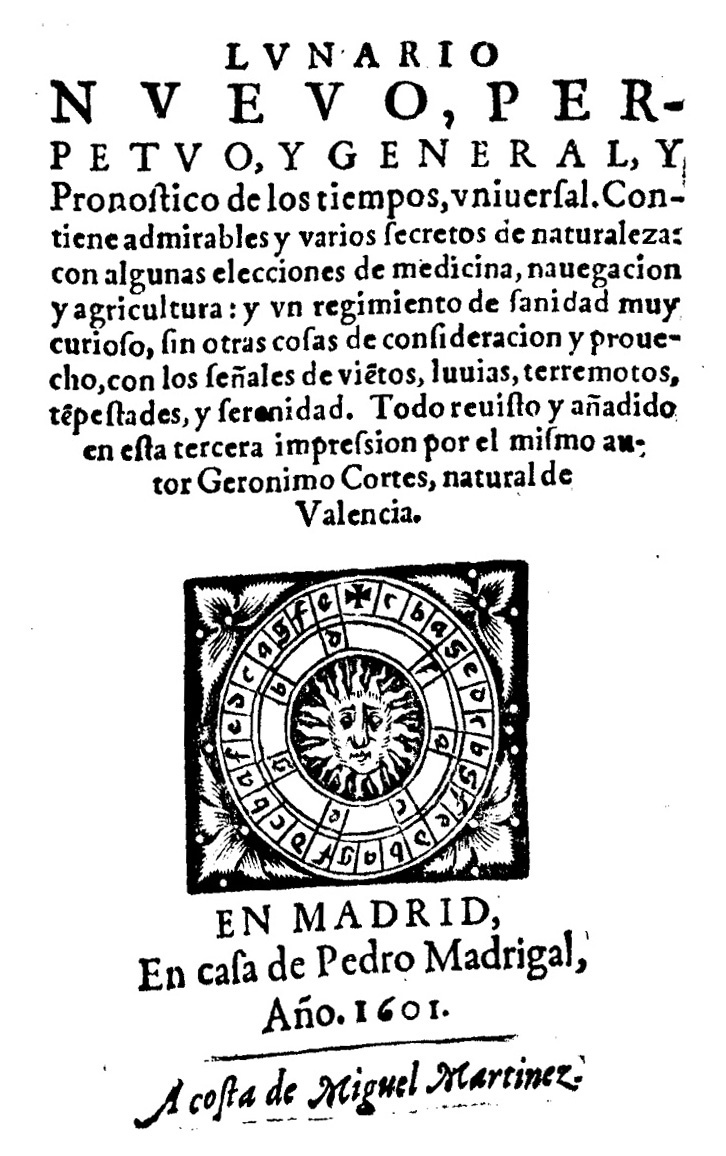
Lunario nueuo, perpetuo, y general, y pronostico de los tiempos, uniuersal, 1601

Jerónimo Cortés (Valencia, 1562 – Valencia, 1637 o 1615 circa) è stato un astronomo spagnolo.

## Biografia
Vissuto tra la fine del XVI e l'inizio del XVII secolo, pubblicò a Valencia quella che oggi si potrebbe definire letteratura scientifica di divulgazione e d'uso quotidiano. Il suo diffusissimo Lunario, univa alla previsione astrologiche anche informazioni e suggerimenti pertinenti alla salute, all'agricoltura e alla vita quotidiana.
Le sue fonti spaziano dalle autorità canoniche della matematica, dell'astronomia e della filosofia naturale, agli autori contemporanei di testi scientifici e divulgativi, come, ad esempio, Giovanni Battista Della Porta, Girolamo Cardano e Girolamo Manfredi, tra gli italiani, o Juan Pérez de Moya e Juan de Aranda, tra gli stranieri.

## Opere
- (ES) Lunario nueuo, perpetuo, y general, y pronostico de los tiempos, uniuersal, Madrid, Pedro Madrigal, 1601.
- (ES) Jerònimo Cortés, Le opere di Jerònimo Cortés digitalizzate, En Valencia, Biblioteca Valenciana, Digital. URL consultato il 2 luglio 2015.